# Otinotus griseus
Otinotus griseus är en insektsart som beskrevs av Melichar. Otinotus griseus ingår i släktet Otinotus och familjen hornstritar. Inga underarter finns listade i Catalogue of Life.